# ایمور (دمیراوزو)
ایمور (به ترکی استانبولی: Eymür) یک منطقهٔ مسکونی در ترکیه است که در دمیراوزو واقع شده‌است. ایمور ۱۸۱ نفر جمعیت دارد.